# 板橋区ホタル生態環境館
板橋区ホタル生態環境館（いたばしくほたる せいたいかんきょうかん）は、東京都板橋区高島平4-21-1にあったホタルの飼育施設。

## 概要
1989年（平成元年）、板橋区は福島県大熊町からゲンジボタルの卵を約300個、栃木県栗山村（現日光市）からヘイケボタルの卵約700個を譲り受け、板橋区立温室植物園で飼育を開始した。1992年、同植物園の改修に伴い、旧高島第三小学校学童保育所を「ホタル生態環境館」として改修し、ホタル飼育事業を継続した。2002年には「ホタルの累代飼育システム及び方法」及び「ホタルの発光パターン再現システム及びその再現方法」の2件について、特許権を出願した。施設内で世代を重ねて育ったホタルの公開と銘打って、毎年ホタル夜間公開を実施していた。しかし、2012年度行政評価において「休廃止」の評価がなされ、2014年度をもって閉館が決まった。板橋区は2014年（平成26年）5月14日の区民環境委員会で、本年度中にホタル生態環境館を廃止すると報告した。
その理由として、
1. 施設が老朽化して危険であること。そして、再建も困難であること。内部の飼育施設は改装プレハブであり、元の建屋から計算すると築40年以上経過している。2014年現在の建築基準法、東京都火災予防条例に適合していない疑いもある。
2. ホタルの生息数が極めて少ないこと。ホタルの生育数調査で2匹しか発見できなかった。
3. ホタルの飼育技術の継承も難しいこと。ホタルの飼育を担当していた職員が退職したこと。

などを挙げた。同年7月11日、110匹以上のホタルの生息が確認され、区の生育数調査がずさんだったとの批判があることが報じられた。しかし、後述の疑惑により、2014年度以降、板橋区はホタルの夜間公開を中止すると発表した。2015年3月31日、施設の老朽化、技術継承の困難さなどを理由に業務を終了した。2017年2月、『ホタル生態環境館に関する検証報告書』がとりまとめられた。

## 不祥事・不正職員訴訟・批判

### ホタルの生息数
2014年（平成26年）1月27日に板橋区で行ったホタルの生育数調査で、実際に確認されたホタルの幼虫は2匹のみであった。推定2万匹ものホタルの幼虫がいるはずの「せせらぎ」で、推定生息数がわずか23匹と極めて少数であるとの調査結果が発表された。さらに、板橋区の環境課長は同年2月19日の区民環境委員会で「ホタルが持ち込まれていたという証言がある」と発言した。2015年1月20日、ホタルのDNA解析の結果が公表され、分析不能のものを除けば、ホタル生態館のホタルはいずれも中部・東海・西日本のいずれかの由来であり、東北由来のホタルは存在しないと判明した。
したがって、ホタル生態環境館のホタルは外部から人為的に持ち込まれたものであり、福島県大熊町から譲り受けて以来25世代にわたって累代飼育を行ってきた実態は存在しないと指摘された。元職員との裁判においても、累代飼育を裏付ける具体的証拠を得る事はできず、具体的な証拠は提出されなかった。

### 元職員の非違行為
2013年度の人事異動に際して、ホタル生態環境館でクロマルハナバチが異常に飼育されていることが発覚し、関係者への聞き取り調査が行われた。その結果、施設の開設当時から勤める職員の非違行為が明らかとなった。2014年3月、板橋区はホタル生態環境館元職員を懲戒免職とした。その理由は、特定営利企業への便宜供与や、ホタル生態環境館施設でクロハナマルバチを無断飼育したことなどである。これに対して、元職員は懲戒処分取消請求事件と未払残業代の支払請求訴訟などを提起した。2年半あまりの裁判の結果、裁判所による和解勧告がなされ、板橋区は懲戒免職処分を取り消し、未払金として請求されていた金額の一部を解決金として支払った。その後、元職員は個人事業主である自身と板橋区との委託契約解除が無効であると裁判を提起したものの、敗訴した。

### 元日本共産党板橋区議の告発・批判
他の区の年10万円の予算に対して、板橋区では年数千万円、最終的に10億円の税金がつぎ込まれていた。ホタル生態館で不正な収入を得ていた人物荒唐無稽な主張を受け入れた「和解」案に賛成した日本共産党を批判した松崎いたる板橋区区議が同党から除名された。彼は日本共産党青年組織である民青から日本共産党本部に勤務後、板橋区議を4期16年務め、日本共産党板橋区議団の幹事長を務めていた人物であった。以後は無所属区議として板橋区ホタル生態館の不正追求している。板橋区ホタル館の元職員は、職員自身の関わる「ナノ銀」商品を買わせるように、板橋区内で「水質分析結果報告書」を無断発行していた。その上で、淡水には存在しない腸炎ビブリオ、O157が山梨県笛吹市の公園内淡水の水路という検出されたとの虚偽記載で不安を煽る内容で誘導していたことも松崎区議は告発している。

## 施設
- 展示室
- 飼育室
- 内せせらぎ
- 外せせらぎ
- 在来種マルハナバチ類研究室
- 学習室

## 展示物
- ホタル生態水槽
- ホタルの棲むせせらぎ
- 在来種の淡水魚・両生類・昆虫・植物